# Első Orban-kormány
Az első Orban-kormány Románia kormánya, amely 2019. november 4. és 2020. március 14. között volt hivatalban. A miniszterelnök Ludovic Orban, a Nemzeti Liberális Párt (PNL) elnöke volt. A kormány eredetileg egy évig marad volna hivatalban a 2020-as választásig.

## Kormányösszetétel
2019. november 4-től:
| Név                                                     | Hivatal kezdete   | Hivatal vége      | Párt           | Megjegyzés     |
| Miniszterelnök                                          | Miniszterelnök    | Miniszterelnök    | Miniszterelnök | Miniszterelnök |
| ------------------------------------------------------- | ----------------- | ----------------- | -------------- | -------------- |
| Ludovic Orban                                           | 2019. november 4. | 2020. március 14. | PNL            | pártelnök      |
| Miniszterelnök-helyettes                                |                   |                   |                |                |
| Raluca Turcan                                           | 2019. november 4. | 2020. március 14. | PNL            |                |
| Belügyminiszter                                         |                   |                   |                |                |
| Marcel Vela                                             | 2019. november 4. | 2020. március 14. | független      |                |
| Egészségügyi miniszter                                  |                   |                   |                |                |
| Victor Costache                                         | 2019. november 4. | 2020. március 14. | PNL            |                |
| Európai alapok minisztere                               |                   |                   |                |                |
| Ioan Marcel Boloș                                       | 2019. november 4. | 2020. március 14. | PNL            |                |
| Gazdasági, energia és üzleti ügyek minisztere           |                   |                   |                |                |
| Virgil Popescu                                          | 2019. november 4. | 2020. március 14. | PNL            |                |
| Ifjúsági és sportminiszter                              |                   |                   |                |                |
| Ionuț Stroe                                             | 2019. november 4. | 2020. március 14. | PNL            |                |
| Igazságügy-miniszter                                    |                   |                   |                |                |
| Cătălin Predoiu                                         | 2019. november 4. | 2020. március 14. | PNL            |                |
| Közlekedési, infrastrukturális és hírközlési miniszter  |                   |                   |                |                |
| Lucian Bode                                             | 2019. november 4. | 2020. március 14. | PNL            |                |
| Környezetvédelmi, vízügyi és erdőgazdálkodási miniszter |                   |                   |                |                |
| Costel Alexe                                            | 2019. november 4. | 2020. március 14. | PNL            |                |
| Közmunkaügyi, fejlesztési és közigazgatási miniszter    |                   |                   |                |                |
| Ion Ștefanl                                             | 2019. november 4. | 2020. március 14. | PNL            |                |
| Külügyminiszter                                         |                   |                   |                |                |
| Bogdan Aurescu                                          | 2019. november 4. | 2020. március 14. | PNL            |                |
| Mezőgazdasági és vidékfejlesztési miniszter             |                   |                   |                |                |
| Adrian Oros                                             | 2019. november 4. | 2020. március 14. | PNL            |                |
| Munkaügyi és szociális miniszter                        |                   |                   |                |                |
| Violeta Alexandru                                       | 2019. november 4. | 2020. március 14. | PNL            |                |
| Művelődési miniszter                                    |                   |                   |                |                |
| Bogdan Gheorghiu                                        | 2019. november 4. | 2020. március 14. | PNL            |                |
| Nemzetvédelmi miniszter                                 |                   |                   |                |                |
| Nicolae Ciucă                                           | 2019. november 4. | 2020. március 14. | független      |                |
| Oktatási és kutatási miniszter                          |                   |                   |                |                |
| Monica Anisie                                           | 2019. november 4. | 2020. március 14. | PNL            |                |
| Pénzügyminiszter                                        |                   |                   |                |                |
| Florin Cîțu                                             | 2019. november 4. | 2020. március 14. | PNL            |                |

## Története

### Tevékenysége
Az Orban-kormány Adina Văleant és Siegfried Mureșant jelölte az első Von der Leyen-bizottságba, akik közül Vălean lett a befutó.

### A kabinet bukása
Mivel a kabinet mögött nem állt stabil többség, 2020 elején a PNL vezetői és Klaus Johannis államfő a 2020-as év végi parlamenti választás előrehozását szerették volna elérni. Ezért aztán a saját kormánya megbuktatásába kezdett Orban. A román alkotmány szerint viszont csak akkor lehetséges az előrehozott választás, ha egy kormány bukása után az államfő által jelölt új kormány a parlamenti bizalmi szavazáson egymás után kétszer is megbukik. A terv szerint előbb bizalmatlansági indítvány benyújtására kényszerítik a parlamentet, majd az államfő kétszer jelöli Ludovic Orbant miniszterelnöknek, ezt a parlament várhatóan kétszer leszavazza, és azután 2020 májusában vagy júniusában meg lehet tartani az előrehozott választást.
A terv kivitelezésében az első lépés az önkormányzati választás rendszerének átalakításáról szóló törvény benyújtása volt, melyről tudták, hogy az ellenzéki RMDSZ ellenzi.
2020. február 3-án a Szociáldemokrata Párt (PSD) és a Romániai Magyar Demokrata Szövetség (RMDSZ) hatalmi visszaéléssel és a demokrácia alapvető szabályainak megsértésével vádolta meg a Ludovic Orban vezette kormányt, hogy megakadályozza a kétfordulós polgármester-választás bevezetését, amelyet a kabinet úgynevezett kormányzati felelősségvállalással terjesztett a parlament elé. Két nappal később, február 5-én a kétkamarás bukaresti parlamentben rendezett bizalmi szavazáson – a mindössze három hónapig tartó mandátum után – megbukik a kormány. Másnap az államelnök, Klaus Johannis azonban ismét Ludovic Orbant kérte fel kormányalakításra. Az államfő a felkéréskor leszögezte, hogy az újbóli megbízással az év végén esedékes parlamenti választások előrehozását szeretné előidézni, arra számítva, hogy a parlament 60 napon belül két egymást követő miniszterelnök-jelöltjét is elutasítja, és így lehetőség nyílik a törvényhozás feloszlatására.
Ekkor azonban a legnagyobb ellenzéki párt, a PSD időhúzásba kezdett és blokkolta a parlament összehívását.
Közben az alkotmánybíróság alaptörvénybe ütközőnek minősítette az előre hozott parlamenti választások új szabályozásáról szóló, február elején kiadott sürgősségi kormányrendeletet.
Johannis államfő másodjára a népszerűtlen pénzügyminisztert, Florin Cîțut jelölte miniszterelnöknek, de ő közvetlenül a parlamenti szavazás előtt visszalépett. Egyes hírek szerint kinevezése Orban pártbeli pozícióit gyöngítette volna, ezért Orban nyomást gyakorolt rá, hogy  lépjen vissza.
2020 március elejére viszont elérte Romániát is a koronavírus-járvány. Az országnak hirtelen kormányra lett szüksége, így Johannis megint Orbant jelölte miniszterelnöknek, akit 2020. március 14-én újra miniszterelnöknek választottak.

## Külső hivatkozások
- Új arcok és régi motorosok alkotnák az Orban-kormányt – Transindex, 2019. október 29.